# 국립군산검역소
국립군산검역소(國立群山檢疫所, Kunsan National Quarantine Station)는 질병관리청 산하 호남권질병대응센터의 소속기관이다. 1966년 1월 7일 발족하였으며, 전북특별자치도 군산시 해망로 250에 위치하고 있다. 소장은 기술서기관으로 보한다.

## 연혁
- 1949년 12월 10일: 보건부 소속으로 군산해항검역소 설치.
- 1955년 2월 17일: 보건사회부 소속으로 변경.
- 1960년 8월 12일: 국립군산해항검역소로 개편.
- 1966년 1월 7일: 국립군산검역소로 개편.
- 1978년 1월 13일: 현 청사 신축 이전.
- 1985년 2월 27일: 고정지소 개소.
- 1994년 12월 23일: 보건복지부 소속으로 변경.
- 1995년 4월 12일: 대산지소 개소.
- 1997년 11월 29일: 고정지소를 보령지소로 개편.
- 2005년 10월 21일: 보령지소 폐지.
- 2008년 2월 29일: 보건복지가족부 소속으로 변경.
- 2010년 3월 19일: 보건복지부 소속으로 변경.
- 2020년 9월 12일: 질병관리청 산하 호남권질병대응센터 소속으로 변경

## 소속기관
- 대산지소

## 검역항
- 본부 관할: 군산항, 장항항, 보령항
- 대산지소 관할: 대산항, 태안항